# ハリー・ポウレット (第4代クリーヴランド公爵)
第4代クリーヴランド公爵ハリー・ジョージ・ポウレット（英: Harry George Powlett, 4th Duke of Cleveland KG、1803年4月19日 - 1891年8月21日）は、イギリスの貴族、政治家。ガーター勲章勲爵士（KG）。
出生時の名前はハリー・ジョージ・ヴェイン (Harry George Vane) であり、1827年から1864年まではハリー・ジョージ・ヴェイン卿（Lord Harry George Vane）の儀礼称号を称した。

## 生涯
1803年4月19日、ハリー・ヴェインは第3代ダーリントン伯爵ウィリアム・ヴェインの3男として誕生した。父のウィリアム・ヴェインは1827年にクリーヴランド侯爵、1833年にクリーヴランド公爵に叙された。
ハリー・ヴェインは1821年にオックスフォード大学オリオル・カレッジへ入学、1829年に学士号（B.A.）を授与された。卒業後は外交官となり、1829年に大使館員（Attaché）としてパリへ、1839年から41年まで公使館書記官（Secretary of Legation）としてストックホルムへ赴任した。その後1841年から1859年まで南ダラム州選挙区選出の、1859年から襲爵する1864年までサセックス州ヘースティングズ選挙区選出の自由党所属庶民院議員を務めた。
1864年、兄の第3代クリーヴランド公爵ウィリアム・ヴェインが死去すると、ヴェインは兄からクリーヴランド公爵・クリーヴランド侯爵・ダーリントン伯爵・バーナード子爵・バーナード男爵などの爵位を継承した。また同年勅許を得て母方の姓であるポウレットへと改姓し、第4代クリーヴランド公爵ハリー・ジョージ・ポウレットと称した。
クリーヴランドは1865年にガーター勲章を授けられた。1866年に初代ラッセル伯爵ジョン・ラッセルの第2次内閣が第二回選挙法改正をめぐる質疑で崩壊の危機に陥ると、彼は自由党（ホイッグ党）と保守党（トーリー党）による反改革派の連立政権における首相候補として挙げられた。
1891年にクリーヴランドが死去すると、クリーヴランド公爵位をはじめほとんどの爵位は断絶した。ただし従属称号であったバーナード男爵については、遠戚のヘンリー・ヴェインへと継承された。

## 家族
ハリー・ヴェインは1854年8月2日に第4代スタンホープ伯爵フィリップ・ヘンリー・スタンホープの娘であるキャサリンとケント州シェベニングで結婚した。二人の間に子供はなかった。
なお彼女は第4代ローズベリー伯爵アーチボルド・プリムローズの長男であるダルメニー卿アーチボルド・プリムローズと結婚したが、夫に先立たれていた。